# Amaia Montero (álbum)
Amaia Montero es el nombre del álbum debut de estudio en solitario de la cantautora homónima española Amaia Montero, tras abandonar el grupo La Oreja de Van Gogh.

## Información
El 18 de noviembre de 2008 se publica el álbum debut en solitario de Amaia Montero. Justo un año después de anunciar su marcha de La Oreja de Van Gogh, dejando a la banda en pleno éxito, la cantante y compositora se lanza a una aventura en la que ha estado inmersa 12 intensos y difíciles meses en un trabajo de composición, producción y grabación hasta llegar a Amaia Montero, el disco que marca su debut como solista y que se edita al tiempo que estrena página web (www.amaiaweb.es). “Ha sido empezar de cero, madurar del golpe. He intentado hacer un disco honesto, por un impulso artístico de expresar lo que soy. Necesitaba seguir mi propio camino y me he arriesgado. Esto es lo que hay”, dice Amaia Montero de su álbum, que aparece tras diez años de éxitos ininterrumpidos con La Oreja de Van Gogh, y en el que se ha involucrado enteramente, desde la composición de todas las canciones hasta la elaboración de las primeras maquetas y la supervisión de todo el proceso de grabación y mezclas.[cita requerida]

## Acerca del álbum
El álbum comenzó a grabarse a finales de 2007. Ha sido producido por la propia Amaia en conjunto con Claudio Guidetti, productor de artistas como Eros Ramazzotti, y grabado en Génova, Milán y en los míticos Henson Recording Studios de Los Ángeles. Es un álbum que, afirma Amaia, 

[...] "Refleja mi forma de escribir: directa, sencilla, de corazón. He intentado hacer un disco honesto, huyendo de una producción excesiva. Ahora, toda la responsabilidad es mía y he querido grabar un disco en el que lo más importante fueran las canciones".
Amaia

Todas las canciones del disco han sido escritas por la misma Amaia.
En su primera semana, consiguió situarse en la primera posición de la lista Promusicae, otorgándose el disco de oro por sus primeras 40.000 copias vendidas.
Poco después de salir el disco se publicó sólo en España su reedición, Amaia Montero by Glamour, un CD+DVD que da acceso a material extra en la web oficial de la artista, que incluye el videoclip de Quiero ser, un libro de 48 páginas, entrevista y making of tanto del álbum como de las sesiones de fotos, junto con imágenes del rodaje del videoclip del tema Quiero ser.
El 28 de julio de 2009 se lanzó al mercado la edición vinilo del álbum, con el mismo contenido que el álbum original.
De acuerdo con "Promusicae" Amaia Montero fue el #9 álbum más vendido en España en 2008 con menos de 2 meses de publicación. Y de acuerdo con los discos más vendidos en 2009 el álbum debut de Amaia Montero escala 3 puestos y se sitúa en el lugar #6.
Las ventas mundiales de este álbum superan las 700 mil copias vendidas, siendo el disco más vendido en toda la carrera en solitario que tiene Amaia Montero desde que decidió marcharse de la agrupación española "La Oreja de Van Gogh".

## Listado de canciones

### Estándar
Todas las canciones escritas y compuestas por Amaia Montero. 
| N.º | Título                    | Letras        | Música        | Duración |  |
| 1.  | «Quiero ser»              | Amaia Montero | Amaia Montero | 4:18     |  |
| 2.  | «Mirando al mar»          | Amaia Montero | Amaia Montero | 4:37     |  |
| 3.  | «4"»                      | Amaia Montero | Amaia Montero | 3:49     |  |
| 4.  | «407»                     | Amaia Montero | Amaia Montero | 3:23     |  |
| 5.  | «Tulipán»                 | Amaia Montero | Amaia Montero | 3:32     |  |
| 6.  | «Ni puedo ni quiero»      | Amaia Montero | Amaia Montero | 3:23     |  |
| 7.  | «Te falta rock»           | Amaia Montero | Amaia Montero | 4:05     |  |
| 8.  | «Círculos»                | Amaia Montero | Amaia Montero | 3:44     |  |
| 9.  | «La bahía del silencio»   | Amaia Montero | Amaia Montero | 4:25     |  |
| 10. | «Te voy a decir una cosa» | Amaia Montero | Amaia Montero | 3:33     |  |
| 11. | «Por toda una vida»       | Amaia Montero | Amaia Montero | 3:45     |  |

### Edición Especial
CD Amaia Montero + DVD

| N.º | Nombre                       |
| --- | ---------------------------- |
| 1   | Videoclip "Quiero ser"       |
| 2   | Making Of "Quiero ser"       |
| 3   | Making Of sesión fotográfica |
| 4   | Making Of grabación disco    |

## Listas de ventas

### Posición
| País                    | Mejor posición |
| ----------------------- | -------------- |
| España                  | 1              |
| Estados Unidos (latino) | 7              |
| México                  | 15             |
| Venezuela               | 9              |
| Argentina               | 3              |
| Chile                   | 7              |
| Perú                    | 9              |
| Uruguay                 | 2              |

## Certificaciones
| Territorio | Certificación | Ventas certificadas |
| ---------- | ------------- | ------------------- |
| España     | x3 Platino    | +240 000            |
| Argentina  | Oro           | +20 000             |
| Venezuela  | Oro           | +10 000             |

### Listas
| Lista PROMUSICAE | Lista PROMUSICAE | Lista PROMUSICAE | Lista PROMUSICAE | Lista PROMUSICAE | Lista PROMUSICAE | Lista PROMUSICAE | Lista PROMUSICAE | Lista PROMUSICAE | Lista PROMUSICAE | Lista PROMUSICAE | Lista PROMUSICAE | Lista PROMUSICAE | Lista PROMUSICAE | Lista PROMUSICAE | Lista PROMUSICAE | Lista PROMUSICAE | Lista PROMUSICAE | Lista PROMUSICAE | Lista PROMUSICAE | Lista PROMUSICAE | Lista PROMUSICAE | Lista PROMUSICAE | Lista PROMUSICAE | Lista PROMUSICAE | Lista PROMUSICAE | Lista PROMUSICAE | Lista PROMUSICAE | Lista PROMUSICAE | Lista PROMUSICAE | Lista PROMUSICAE | Lista PROMUSICAE | Lista PROMUSICAE | Lista PROMUSICAE | Lista PROMUSICAE | Lista PROMUSICAE |
| Semana           | 01               | 02               | 03               | 04               | 05               | 06               | 07               | 08               | 09               | 10               | 11               | 12               | 13               | 14               | 15               | 16               | 17               | 18               | 19               | 20               | 21               | 22               | 23               | 24               | 25               | 26               | 27               | 28               | 29               | 30               | 31               | 32               | 33               | 34               | 35               |
| ---------------- | ---------------- | ---------------- | ---------------- | ---------------- | ---------------- | ---------------- | ---------------- | ---------------- | ---------------- | ---------------- | ---------------- | ---------------- | ---------------- | ---------------- | ---------------- | ---------------- | ---------------- | ---------------- | ---------------- | ---------------- | ---------------- | ---------------- | ---------------- | ---------------- | ---------------- | ---------------- | ---------------- | ---------------- | ---------------- | ---------------- | ---------------- | ---------------- | ---------------- | ---------------- | ---------------- |
| Posición         | 1                | 1                | 2                | 2                | 3                | 3                | 3                | 1                | 1                | 1                | 4                | 4                | 4                | 4                | 5                | 7                | 14               | 18               | 28               | 22               | 20               | 11               | 15               | 10               | 14               | 9                | 12               | 17               | 20               | 22               | 19               | 29               | 25               | 20               | 20               |

| Posición | 17 | 18 | 15 | 13 | 16 | 20 | 26 | 33 | 45 | 42 | 43 | 42 | 41 | 37 | 42 | 43 | 49 | 63 | 60 | 54 | 54 | 51 | 60 | 50 | 49 | 47 | 54 | 59 | 75 | 58 | 69 | 93 | 88 | 86 | 98 |

| Lista PROMUSICAE | Lista PROMUSICAE | Lista PROMUSICAE | Lista PROMUSICAE | Lista PROMUSICAE | Lista PROMUSICAE | Lista PROMUSICAE | Lista PROMUSICAE | Lista PROMUSICAE | Lista PROMUSICAE | Lista PROMUSICAE | Lista PROMUSICAE | Lista PROMUSICAE | Lista PROMUSICAE | Lista PROMUSICAE | Lista PROMUSICAE | Lista PROMUSICAE | Lista PROMUSICAE | Lista PROMUSICAE | Lista PROMUSICAE | Lista PROMUSICAE | Lista PROMUSICAE | Lista PROMUSICAE | Lista PROMUSICAE |    |    |    |    |    |    |     |     |
| Semana           | 71               | 72               | 73               | 74               | 75               | 76               | 77               | 78               | 79               | 80               | 81               | 82               | 83               | 84               | 85               | 86               | 87               | 88               | 89               | 90               | 91               | 92               | 93               | 94 | 95 | 96 | 97 | 98 | 99 | 100 | 101 |
| ---------------- | ---------------- | ---------------- | ---------------- | ---------------- | ---------------- | ---------------- | ---------------- | ---------------- | ---------------- | ---------------- | ---------------- | ---------------- | ---------------- | ---------------- | ---------------- | ---------------- | ---------------- | ---------------- | ---------------- | ---------------- | ---------------- | ---------------- | ---------------- | -- | -- | -- | -- | -- | -- | --- | --- |
| Posición         | 97               | 67               | 62               | 48               | 40               | 39               | 48               | 78               | 80               | 90               | 68               | 88               | 68               | 71               | 81               | 65               | 68               | 68               | 58               | 79               | 98               | 74               | 71               | 77 | 80 | 63 | 63 | 92 | 99 | 87  | 99  |

## Sencillos

### Quiero ser
- Videoclip de Quiero Ser

El primer single fue Quiero ser. Se estrenó el 4 de octubre de 2008 en el programa Del 40 al 1 de Los 40 Principales. Según la propia Amaia: 

"El primer single no es una canción de pop clásico, más bien me ha salido una canción pop muy guitarrera y creo que va a sorprender"

 El 24 de octubre se presentó el videoclip de la canción.

### Ni puedo ni quiero
Se dio a conocer como segundo single exclusivamente para la radio chilena, y ha sido single en Latinoamérica.

### 4"
- Videoclip de 4"

El estreno como single oficial se confirmó en www.amaiaweb.es (la web oficial de Amaia Montero). En ella se confirma que Amaia Montero grabará su segundo vídeo en enero de 2009, y será 4". En el videoclip aparecerán algunos componentes de la banda que acompañarán a Amaia Montero en la Gira de 2009.
El vídeo se estrenó el 8 de abril de 2009, debido a algunos retrasos en la producción.

### Te voy a decir una cosa
El sencillo fue estrenado el 10 de agosto de 2009

### Mirando al Mar
Se estrenó como single radial en España el 11 de enero de 2010.